# Trude Marlen
Trude Marlen, nata Trude Posch (Graz, 7 novembre 1912 – Vienna, 9 giugno 2005), è stata un'attrice austriaca.

## Biografia
Figlia di un proprietario terriero austriaco, crebbe a Graz insieme alla gemella Cecilia e all'altra sorella Grete. Studiò privatamente recitazione con Lori Weiser. A teatro, lavorò a Brno, Berlino e Vienna. Al cinema, fece il suo debutto nel 1933 in Des jungen Dessauers große Liebe, dove interpretò Anna Luise Föhse, la giovane borghese che riuscì a sposare il principe Leopoldo nonostante la strenua opposizione della principessa madre.
Negli anni trenta, l'attrice diventò una delle star dell'UFA, protagonista di commedie leggere e di intrattenimento in cui si trovò spesso a recitare a fianco di Willi Forst. Compagna di Wolf Albach-Retty - con cui andò a vivere nel 1943 - avrebbe poi sposato l'attore (padre di Romy Schneider) nel 1947 dopo il suo divorzio dalla moglie Magda Schneider. Albach-Retty era un appartenente al partito nazista e anche Marlen fu un'appassionata sostenitrice di Hitler. L'attrice godette della più alta stima del Führer. A Berlino, Trude Marlen veniva considerata come la risposta tedesca a Jean Harlow.
Dal 1941 al 1945, l'attrice fece parte del prestigioso Wiener Burgtheater. Anche dopo la guerra lavorò principalmente in teatro. Fu una delle fondatrici della Kleine Komödie di Vienna, mentre negli anni seguenti apparve molto sporadicamente sugli schermi cinematografici e televisivi.

### Morte
Trude Marlen morì il 9 giugno 2005 all'età di 92 anni. Venne sepolta al Zentralfriedhof di Vienna insieme al marito, alla madre di lui, l'attrice Rosa Albach-Retty e alla sorella gemella Cecilia Brantley, anche lei attrice, morta il 17 agosto 1997.

## Filmografia
- Amore di principe (Des jungen Dessauers große Liebe), regia di Artur Robison (1933)
- Spiel mit dem Feuer, regia di Ralph Arthur Roberts (1934)
- Corridoio segreto (Der Favorit der Kaiserin), regia di Werner Hochbaum (1936)
- Die verschwundene Frau, regia di E.W. Emo (1937)